# Nederlands Ereveld Osnabrück

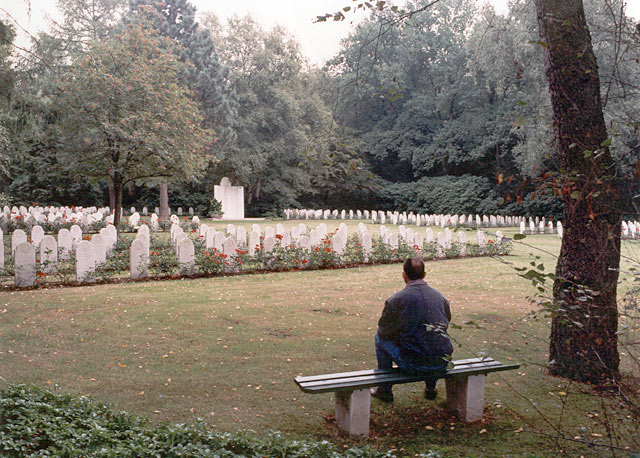
Erebegraafplaats Osnabrück

Het Nederlands Ereveld Osnabrück is een ereveld in de Duitse deelstaat Nedersaksen.
Het ereveld telt 393 graven van Nederlandse soldaten en oorlogsslachtoffers die zijn omgekomen in het Duitse grensgebied of in de deelstaat Nedersaksen. Op het ereveld bevindt zich ook een monument met de namen van nogmaals 140 Nederlandse oorlogsslachtoffers.